# ديديير انجيبياود
ديديير انجيبياود (بالفرنسية: Didier Angibeaud)‏ ولد 8 أكتوبر 1974 في دوالا، هو لاعب كرة قدم كاميروني سابق كان يلعب كلاعب وسط. شارك ديديير مع منتخب بلاده في عدة بطولات من بينها بطولة كأس العالم لكرة القدم 1998.

## المسيرة الاحترافية

### أندية لعب لها
- نادي لوهافر
- نادي إستر
- سبورتينغ تولون فار
- نادي نيس
- شتورم غراتس

## روابط خارجية
- ديديير انجيبياود على موقع الاتحاد الدولي (مؤرشف)  (الإنجليزية)
- ديديير انجيبياود على موقع رابطة كرة القدم الفرنسية للمحترفين (الإنجليزية)
- ديديير انجيبياود على موقع قاعدة بيانات كرة القدم.إي يو (الإنجليزية)
- ديديير انجيبياود على موقع ناشيونال فوتبول تيمز (الإنجليزية)